# (7157) Lofgren
(7157) Lofgren – planetoida z pasa głównego asteroid okrążająca Słońce w ciągu 3 lat i 95 dni w średniej odległości 2,19 j.a. Została odkryta 1 marca 1981 roku w Siding Spring Observatory w Australii przez Schelte Busa. Nazwa planetoidy pochodzi od Gary Lofgrena (ur. 1941) naukowca zajmującego się badaniami planetarnymi oraz kustosza działu księżycowego w należącym do NASA Johnson Space Center. Przed nadaniem nazwy planetoida nosiła oznaczenie tymczasowe (7157) 1981 EC8.